# Associazione Calcio Hellas Verona 1979-1980
Questa voce raccoglie le informazioni riguardanti l'Associazione Calcio Hellas Verona nelle competizioni ufficiali della stagione 1979-1980.

## Stagione
Aria di cambiamento dopo la retrocessione dalla A: la guida tecnica viene affidata a Fernando Veneranda mentre in sella alla società siede Giuseppe Brizzi (che rimpiazza Saverio Garonzi dopo 12 anni di presidenza), dopo aver ceduto gran parte dei giocatori della stagione precedente vengono acquistati l'ex Inter e Juventus Roberto Boninsegna, ormai a fine carriera, l'ex capitano del Bologna Tazio Roversi, ed un giovanissimo Roberto Tricella (futuro capitano dello Scudetto del 1985).
Dopo un buon avvio di campionato dove il Verona si stabilizza nei piani alti della classifica, come stabilito anche dai piani della società di ritornare prontamente in massima serie, i gialloblù accusano un calo di rendimento a metà campionato scendendo dalla zona promozione (le possibilità di promozione vengono azzerate dopo lo scialbo 0-0 nel derby del Garda contro il Brescia del 18 maggio dove lo stesso Boninsegna sbaglia un rigore a pochi minuti dalla fine che avrebbe consentito agli scaligeri di rimanere in scia al gruppo di testa, compreso i lombardi che furono poi promossi) e piazzandosi al 13º posto. A fine stagione il capitano Mascetti si ritira dall'attività agonistica.
In Coppa Italia la strada dei gialloblù si interrompe nella fase ai gironi: 2 pareggi (contro Avellino e Como) e 2 sconfitte (contro Fiorentina e Ternana).

## Divise
Le divise rimasero identiche a quelle della stagione precedente, con il colletto a polo, ma la differenza radicale fu la comparsa dello sponsor tecnico Ennerre. Nell'ultima di campionato contro la S.P.A.L. fu usata una maglia completamente blu con tre righe gialle sul colletto e sui polsini delle maniche.
| Casa | Trasferta |

## Rosa
| N. |                   | Ruolo | Calciatore       |
| -- | ----------------- | ----- | ---------------- |
|    | Italia (bandiera) | P     | Fiorenzo Bognin  |
|    | Italia (bandiera) | P     | Fabrizio Paese   |
|    | Italia (bandiera) | P     | Franco Superchi  |
|    | Italia (bandiera) | D     | Bruno Antoniazzi |
|    | Italia (bandiera) | D     | Mirco Brilli     |
|    | Italia (bandiera) | D     | Carmine Gentile  |
|    | Italia (bandiera) | D     | Sergio Guidotti  |
|    | Italia (bandiera) | D     | Gilberto Mancini |
|    | Italia (bandiera) | D     | Emidio Oddi      |
|    | Italia (bandiera) | D     | Tazio Roversi    |
|    | Italia (bandiera) | D     | Roberto Tricella |
|    | Italia (bandiera) | C     | Claudio Bencina  |

| N. |                   | Ruolo | Calciatore                   |
| -- | ----------------- | ----- | ---------------------------- |
|    | Italia (bandiera) | C     | Franco Bergamaschi           |
|    | Italia (bandiera) | C     | Giuliano Bocchio             |
|    | Italia (bandiera) | C     | Adriano Fedele               |
|    | Italia (bandiera) | C     | Ugo Fraccaroli               |
|    | Italia (bandiera) | C     | Walter Franzot               |
|    | Italia (bandiera) | C     | Giacomo Piangerelli          |
|    | Italia (bandiera) | C     | Stefano Trevisanello         |
|    | Italia (bandiera) | C     | Beniamino Vignola            |
|    | Italia (bandiera) | A     | Roberto Boninsegna           |
|    | Italia (bandiera) | A     | Luigi Capuzzo                |
|    | Italia (bandiera) | A     | Nicola D'Ottavio             |
|    | Italia (bandiera) | A     | Emiliano Mascetti (capitano) |

## Calciomercato

### Sessione estiva
| Acquisti | Acquisti            | Acquisti  | Acquisti   |
| R.       | Nome                | da        | Modalità   |
| -------- | ------------------- | --------- | ---------- |
| P        | Fabrizio Paese      | Bolzano   | definitivo |
| D        | Mirco Brilli        | SPAL      | definitivo |
| D        | Gilberto Mancini    | Ascoli    | definitivo |
| D        | Emidio Oddi         | Ancona    | definitivo |
| D        | Tazio Roversi       | Bologna   | definitivo |
| D        | Roberto Tricella    | Inter     | definitivo |
| C        | Claudio Bencina     | Udinese   | definitivo |
| C        | Giuliano Bocchio    | Adriese   | definitivo |
| C        | Adriano Fedele      | Inter     | definitivo |
| C        | Giacomo Piangerelli | Cesena    | definitivo |
| A        | Roberto Boninsegna  | Juventus  | definitivo |
| A        | Luigi Capuzzo       | Pistoiese | definitivo |

| Cessioni | Cessioni              | Cessioni        | Cessioni   |
| R.       | Nome                  | a               | Modalità   |
| -------- | --------------------- | --------------- | ---------- |
| P        | Flavio Pozzani        | Juventus Stabia | definitivo |
| D        | Piergiorgio Drezza    | Adriese         | definitivo |
| D        | Antonio Logozzo       | Sampdoria       | definitivo |
| D        | Piergiorgio Negrisolo | Pescara         | definitivo |
| D        | Arcadio Spinozzi      | Bologna         | definitivo |
| C        | Salvatore Esposito    | Fano            | definitivo |
| C        | Marcello Giglio       | Riccione        | prestito   |
| C        | Francesco Guidolin    | Pistoiese       | prestito   |
| C        | Lionello Massimelli   | Taranto         | definitivo |
| A        | Egidio Calloni        | Perugia         | definitivo |
| A        | Giuliano Musiello     | Genoa           | definitivo |

## Risultati

### Serie B

#### Girone di andata
| Arbitro: | Lanese (Messina) |

|  |           |                |
|  | Marcatori | 39’ Boninsegna |

| Arbitro: | Mascia (Milano) |

|                                 |           |  |
| Vianello 69’ (aut.) Vignola 88’ | Marcatori |  |

| Arbitro: | Ciulli (Roma) |

|               |           |  |
| Vierchowod 5’ | Marcatori |  |

| Verona 7 ottobre 1979, ore 15:00 CET 4ª giornata | Verona           | 0 – 0 | Taranto | Stadio Marcantonio Bentegodi (10 000 spett.)\| Arbitro: \| Castaldi (Vasto) \| |
| Arbitro:                                         | Castaldi (Vasto) |       |         |                                                                                |

| Arbitro: | Paparesta (Bari) |

|            |           |  |
| Tacchi 71’ | Marcatori |  |

| Arbitro: | Mattei (Macerata) |

|                |           |           |
| Boninsegna 89’ | Marcatori | 31’ Reali |

| Arbitro: | Tani (Livorno) |

|              |           |  |
| Casaroli 64’ | Marcatori |  |

| Arbitro: | Mascia (Milano) |

|                |           |              |
| Magistrelli 6’ | Marcatori | 2’ D'Ottavio |

| Verona 11 novembre 1979, ore 14:30 CET 9ª giornata | Verona           | 0 – 0 | Lanerossi Vicenza | Stadio Marcantonio Bentegodi\| Arbitro: \| Terpin (Trieste) \| |
| Arbitro:                                           | Terpin (Trieste) |       |                   |                                                                |

| Arbitro: | Tonolini (Milano) |

|            |           |  |
| Cesati 89’ | Marcatori |  |

| Arbitro: | Redini (Pisa) |

|                 |           |  |
| Piangerelli 70’ | Marcatori |  |

| Arbitro: | Materassi (Firenze) |

|            |           |  |
| Taddei 84’ | Marcatori |  |

| Arbitro: | Prati (Parma) |

|                               |           |  |
| Bergamaschi 55’ D'Ottavio 83’ | Marcatori |  |

| Arbitro: | Bianciardi (Siena) |

|                       |           |  |
| Boninsegna 38’ (rig.) | Marcatori |  |

| Arbitro: | Cherri (Macerata) |

|  |           |               |
|  | Marcatori | 88’ D'Ottavio |

| Arbitro: | Vitali (Bologna) |

|           |           |               |
| Mutti 19’ | Marcatori | 49’ D'Ottavio |

| Arbitro: | Magni (Bergamo) |

|               |           |              |
| D'Ottavio 37’ | Marcatori | 74’ Picat Re |

| Ferrara 20 gennaio 1980, ore 14:30 CET 18ª giornata | SPAL             | 0 – 0 | Verona | Stadio Comunale\| Arbitro: \| Altobelli (Roma) \| |
| Arbitro:                                            | Altobelli (Roma) |       |        |                                                   |

| Arbitro: | Tani (Livorno) |

|                         |           |               |
| Capuzzo 51’ Gentile 64’ | Marcatori | 50’ Montesano |

#### Girone di ritorno
| Arbitro: | Mascia (Milano) |

|                                          |           |                    |
| Vignola 3’ Piangerelli 34’ D'Ottavio 72’ | Marcatori | 83’ (aut.) Gentile |

| Arbitro: | Vitali (Bologna) |

|  |           |               |
|  | Marcatori | 17’ D'Ottavio |

| Verona 17 febbraio 1980, ore 15:00 CET 22ª giornata | Verona             | 0 – 0 | Como | Stadio Marcantonio Bentegodi (35 000 spett.)\| Arbitro: \| Michelotti (Parma) \| |
| Arbitro:                                            | Michelotti (Parma) |       |      |                                                                                  |

| Arbitro: | Lo Bello (Siracusa) |

|                |           |             |
| Roccotelli 68’ | Marcatori | 63’ Capuzzo |

| Verona 2 marzo 1980, ore 15:00 CET 24ª giornata | Verona        | 0 – 0 | Genoa | Stadio Marcantonio Bentegodi (20 297 spett.)\| Arbitro: \| Prati (Parma) \| |
| Arbitro:                                        | Prati (Parma) |       |       |                                                                             |

| Arbitro: | Redini (Pisa) |

|           |           |  |
| Scala 32’ | Marcatori |  |

| Arbitro: | Castaldi (Vasto) |

|          |           |  |
| Oddi 79’ | Marcatori |  |

| Arbitro: | Colasanti (Roma) |

|          |           |  |
| Oddi 34’ | Marcatori |  |

| Arbitro: | Lanese (Messina) |

|              |           |  |
| Mocellin 88’ | Marcatori |  |

| Arbitro: | Lops (Torino) |

|  |           |                          |
|  | Marcatori | 26’ Guidolin 75’ Rognoni |

| Arbitro: | Materassi (Empoli) |

|                         |           |  |
| Chiorri 45’ Roselli 67’ | Marcatori |  |

| Arbitro: | Vitali (Bologna) |

|               |           |  |
| D'Ottavio 36’ | Marcatori |  |

| Bari 27 aprile 1980, ore 16:30 CEST 32ª giornata | Bari             | 0 – 0 | Verona | Stadio della Vittoria (35 000 spett.)\| Arbitro: \| Castaldi (Vasto) \| |
| Arbitro:                                         | Castaldi (Vasto) |       |        |                                                                         |

| Arbitro: | Menegali (Roma) |

|                |           |            |
| Stefanelli 10’ | Marcatori | 5’ Gentile |

| Arbitro: | Lo Bello (Siracusa) |

|               |           |                                 |
| D'Ottavio 29’ | Marcatori | 16’ Vincenzi 88’ (aut.) Franzot |

| Verona 18 maggio 1980, ore 17:00 CEST 35ª giornata | Verona           | 0 – 0 | Brescia | Stadio Marcantonio Bentegodi (20 000 spett.)\| Arbitro: \| D'Elia (Salerno) \| |
| Arbitro:                                           | D'Elia (Salerno) |       |         |                                                                                |

| Arbitro: | Bergamo (Livorno) |

|            |           |  |
| Florio 44’ | Marcatori |  |

| Arbitro: | Giaffreda (Roma) |

|  |           |                    |
|  | Marcatori | 16’ Giani 29’ Grop |

| Arbitro: | Tonolini (Milano) |

|                                          |           |                |
| Borsellino 32’ Montenegro 46’ Larini 68’ | Marcatori | 30’ Antoniazzi |

### Coppa Italia

#### Girone 3
| Verona 22 agosto 1979, ore 20:30 CEST 1ª giornata | Verona                | 0 – 0 | Avellino | Stadio Marcantonio Bentegodi\| Arbitro: \| Ballerini (La Spezia) \| |
| Arbitro:                                          | Ballerini (La Spezia) |       |          |                                                                     |

| Arbitro: | Panzino (Catanzaro) |

|                      |           |  |
| Antognoni 69’ (rig.) | Marcatori |  |

| 2 settembre 1979 3ª giornata |  | – Riposo |  |  |

| Verona 5 settembre 1979, ore 20:30 CEST 4ª giornata | Verona            | 0 – 0 | Como | Stadio Marcantonio Bentegodi\| Arbitro: \| Patrussi (Arezzo) \| |
| Arbitro:                                            | Patrussi (Arezzo) |       |      |                                                                 |

| Arbitro: | Magni (Bergamo) |

|                                     |           |                            |
| Pedrazzini 41’ Passalacqua 61’, 71’ | Marcatori | 34’ Boninsegna 37’ Gentile |

## Statistiche

### Statistiche di squadra
| Competizione | Punti | In casa | In casa | In casa | In casa | In casa | In casa | In trasferta | In trasferta | In trasferta | In trasferta | In trasferta | In trasferta | Totale | Totale | Totale | Totale | Totale | Totale | D.R. |
| Competizione | Punti | G       | V       | N       | P       | Gf      | Gs      | G            | V            | N            | P            | Gf           | Gs           | G      | V      | N      | P      | Gf     | Gs     | D.R. |
| ------------ | ----- | ------- | ------- | ------- | ------- | ------- | ------- | ------------ | ------------ | ------------ | ------------ | ------------ | ------------ | ------ | ------ | ------ | ------ | ------ | ------ | ---- |
| Serie B      | 37    | 19      | 9       | 7       | 3       | 17      | 10      | 19           | 3            | 6            | 10           | 8            | 17           | 38     | 12     | 13     | 13     | 25     | 27     | -2   |
| Coppa Italia | -     | 2       | 0       | 2       | 0       | 0       | 0       | 2            | 0            | 0            | 2            | 2            | 4            | 4      | 0      | 2      | 2      | 2      | 4      | -2   |
| Totale       | 37    | 21      | 9       | 9       | 3       | 17      | 10      | 21           | 3            | 6            | 12           | 10           | 21           | 42     | 12     | 15     | 15     | 27     | 31     | -4   |

### Andamento in campionato
| Giornata  | 1 | 2 | 3 | 4 | 5 | 6  | 7  | 8  | 9  | 10 | 11 | 12 | 13 | 14 | 15 | 16 | 17 | 18 | 19 | 20 | 21 | 22 | 23 | 24 | 25 | 26 | 27 | 28 | 29 | 30 | 31 | 32 | 33 | 34 | 35 | 36 | 37 | 38 |
| --------- | - | - | - | - | - | -- | -- | -- | -- | -- | -- | -- | -- | -- | -- | -- | -- | -- | -- | -- | -- | -- | -- | -- | -- | -- | -- | -- | -- | -- | -- | -- | -- | -- | -- | -- | -- | -- |
| Luogo     | T | C | T | C | T | C  | T  | T  | C  | T  | C  | T  | C  | C  | T  | T  | C  | T  | C  | C  | T  | C  | T  | C  | T  | C  | C  | T  | C  | T  | C  | T  | T  | C  | C  | T  | C  | T  |
| Risultato | V | V | P | N | P | N  | P  | N  | N  | P  | V  | P  | V  | V  | V  | N  | N  | N  | V  | V  | V  | N  | N  | N  | P  | V  | V  | P  | P  | P  | V  | N  | N  | P  | N  | P  | P  | P  |
| Posizione | 7 | 1 | 5 | 4 | 8 | 13 | 11 | 11 | 12 | 15 | 12 | 15 | 12 | 11 | 8  | 8  | 8  | 9  | 6  | 4  | 2  | 2  | 2  | 3  | 4  | 4  | 3  | 4  | 5  | 7  | 6  | 5  | 6  | 6  | 7  | 9  | 10 | 13 |

Legenda:

Luogo: C = Casa; T = Trasferta. Risultato: V = Vittoria; N = Pareggio; P = Sconfitta.

### Statistiche dei giocatori
Sono in corsivo i calciatori che hanno lasciato la società a stagione in corso.
| Giocatore       | Serie B  | Serie B | Serie B     | Serie B    | Coppa Italia | Coppa Italia | Coppa Italia | Coppa Italia | Totale   | Totale | Totale      | Totale     |
| Giocatore       | Presenze | Reti    | Ammonizioni | Espulsioni | Presenze     | Reti         | Ammonizioni  | Espulsioni   | Presenze | Reti   | Ammonizioni | Espulsioni |
| --------------- | -------- | ------- | ----------- | ---------- | ------------ | ------------ | ------------ | ------------ | -------- | ------ | ----------- | ---------- |
| B. Antoniazzi   | 3        | 1       | ?           | ?          | 0            | 0            | ?            | ?            | 3        | 1      | ?           | ?          |
| C. Bencina      | 29       | 0       | ?           | ?          | -            | -            | ?            | ?            | 29       | 0      | ?           | ?          |
| F. Bergamaschi  | 26       | 1       | ?           | ?          | 4            | 0            | ?            | ?            | 30       | 1      | ?           | ?          |
| G. Bocchio      | 9        | 0       | ?           | ?          | -            | -            | ?            | ?            | 9        | 0      | ?           | ?          |
| F. Bognin       | 0        | 0       | ?           | ?          | -            | -            | ?            | ?            | 0        | 0      | ?           | ?          |
| R. Boninsegna   | 14       | 3       | ?           | ?          | 4            | 1            | ?            | ?            | 18       | 4      | ?           | ?          |
| M. Brilli       | 12       | 0       | ?           | ?          | -            | -            | ?            | ?            | 12       | 0      | ?           | ?          |
| L. Capuzzo      | 24       | 2       | ?           | ?          | 4            | 0            | ?            | ?            | 28       | 2      | ?           | ?          |
| N. D'Ottavio    | 29       | 9       | ?           | ?          | 4            | 0            | ?            | ?            | 33       | 9      | ?           | ?          |
| A. Fedele       | 36       | 0       | ?           | ?          | 4            | 0            | ?            | ?            | 40       | 0      | ?           | ?          |
| U. Fraccaroli   | 0        | 0       | ?           | ?          | -            | -            | ?            | ?            | 0        | 0      | ?           | ?          |
| W. Franzot      | 10       | 0       | ?           | ?          | 4            | 0            | ?            | ?            | 14       | 0      | ?           | ?          |
| C. Gentile      | 31       | 2       | ?           | ?          | 3            | 1            | ?            | ?            | 34       | 3      | ?           | ?          |
| S. Guidotti     | -        | -       | ?           | ?          | 0            | 0            | ?            | ?            | 0        | 0      | ?           | ?          |
| G. Mancini      | 25       | 0       | ?           | ?          | -            | -            | ?            | ?            | 25       | 0      | ?           | ?          |
| E. Mascetti     | 12       | 0       | ?           | ?          | 3            | 0            | ?            | ?            | 15       | 0      | ?           | ?          |
| E. Oddi         | 27       | 2       | ?           | ?          | 4            | 0            | ?            | ?            | 31       | 2      | ?           | ?          |
| F. Paese        | 3        | -5      | ?           | ?          | 0            | 0            | ?            | ?            | 3        | -5     | ?           | ?          |
| G. Piangerelli  | 27       | 2       | ?           | ?          | 1            | 0            | ?            | ?            | 28       | 2      | ?           | ?          |
| T. Roversi      | 12       | 0       | ?           | ?          | 2            | 0            | ?            | ?            | 14       | 0      | ?           | ?          |
| F. Superchi     | 36       | -22     | ?           | ?          | 4            | -4           | ?            | ?            | 40       | -26    | ?           | ?          |
| S. Trevisanello | 16       | 0       | ?           | ?          | 3            | 0            | ?            | ?            | 19       | 0      | ?           | ?          |
| R. Tricella     | 34       | 0       | ?           | ?          | 4            | 0            | ?            | ?            | 38       | 0      | ?           | ?          |
| B. Vignola      | 37       | 2       | ?           | ?          | 3            | 0            | ?            | ?            | 40       | 2      | ?           | ?          |